# Toraja
Les Toraja sont un groupe ethnique indonésien qui habite principalement les régions montagneuses du nord de la province de Sulawesi du Sud. Leur population s'élève à 650 000 personnes, dont 450 000 vivent toujours dans le kabupaten de Tana Toraja (« le pays des Toraja »). La plus grande partie de la population est chrétienne, le reste étant musulmans ou adepte de la religion traditionnelle (improprement qualifiée d'animisme) appelée aluk (« la voie »). Le gouvernement indonésien a reconnu ces croyances animistes sous le nom de Aluk To Dolo, « la voie des Anciens ». 
Les Toraja sont renommés pour leurs rites funéraires élaborés, leurs sites funéraires taillés dans les falaises rocheuses, leurs maisons traditionnelles massives aux toits en pointe connues sous le nom de tongkonan, et leurs sculptures sur bois colorés. Les rites funéraires toraja sont d'importants évènements sociaux, qui durent plusieurs jours et auxquels assistent en général des centaines de personnes.

## Histoire

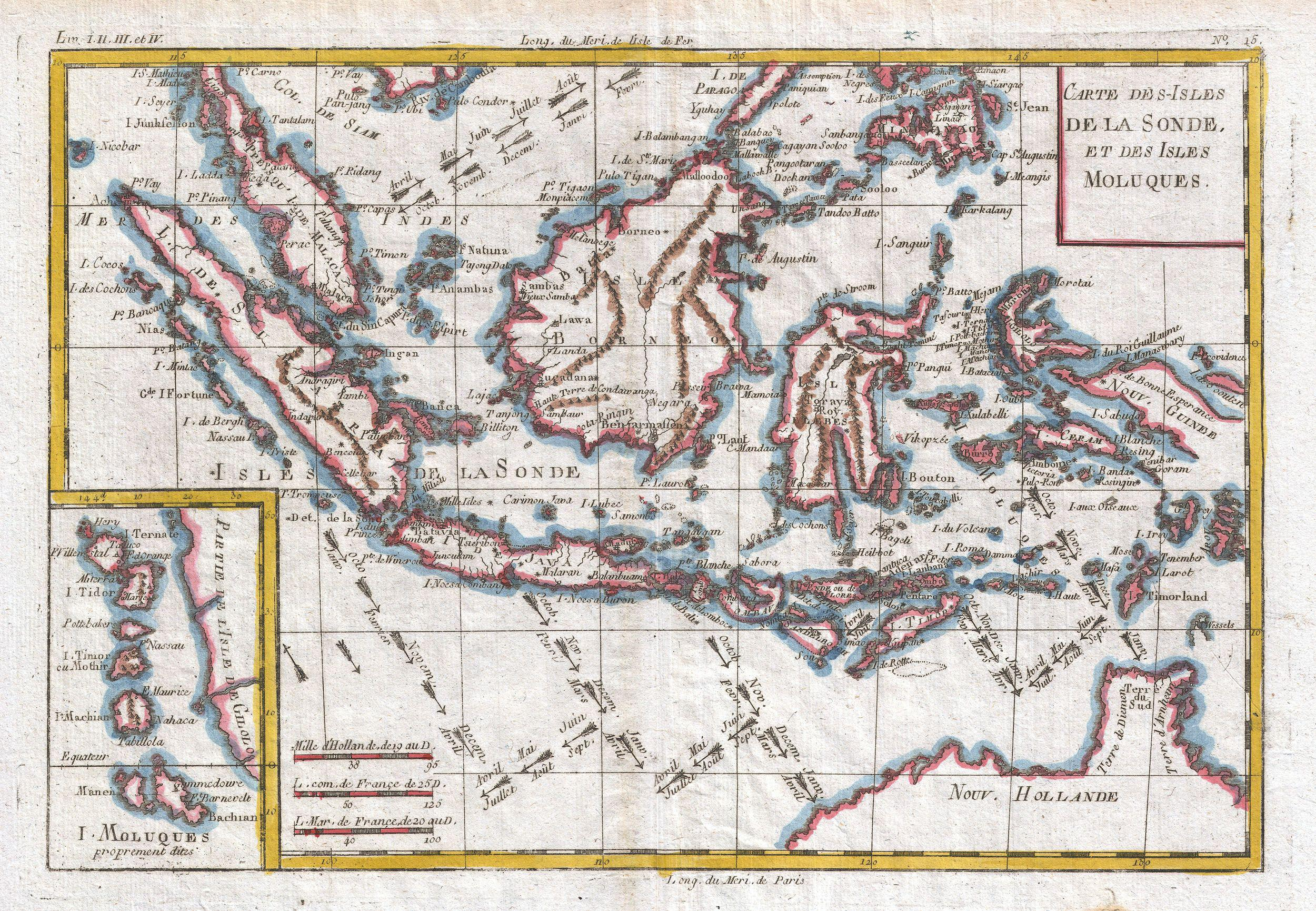
Carte française de 1780 qui montre un royaume du nom de "Toraya" dans le centre de l'île de Célèbes

La plus ancienne mention européenne du nom "Toraja" se trouve dans la Description historique du royaume de Macassar du Père Nicolas Gervaise, prêtre des Missions étrangères de Paris, parue en 1688, qui parle d'un "royaume des Torajas". Ce nom, à l'origine « Toraya », vient de la langue bugis « to ri aya » et signifie « gens d'en-haut » (de to, « personne, gens », et raya, « le haut »). C'est en effet par ce terme que les Bugis des basses-terres appelaient ceux des hautes-terres. On retrouve ce nom sur des cartes européennes du XVIIIe siècle, qui comme Gervaise mentionnent un "royaume de Toraya". En réalité, avant le XXe siècle, les Toraja vivaient dans des villages autonomes.

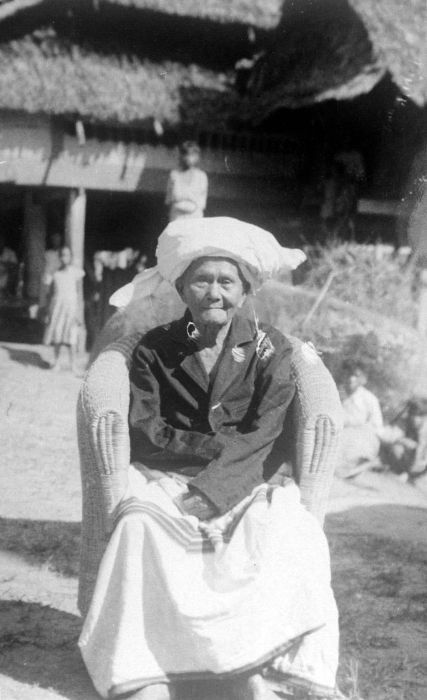
Chef toraja vers 1900

Avec la défaite du royaume makassar de Gowa en 1669, les Néerlandais de la VOC (Compagnie néerlandaise des Indes orientales) deviennent la puissance dominante du sud de Sulawesi. Toutefois, le centre et l'est de la péninsule restent sous souveraineté des différents États bugis. Au début du XIXe siècle, des intrusions militaires et politiques du royaume de Bone dans des régions que les Néerlandais considèrent relevant de leur souveraineté provoquent deux expéditions militaires de la part de ces derniers en 1824 et 1825. Cette guerre de Bone  se termine avec la prise de contrôle de la presque totalité de la péninsule. Le royaume bugis de Luwu considérait que cette région les hautes-terres relevaient de sa souveraineté. Toutefois, à la fin du XIXe siècle, les Néerlandais commencent à s'intéresser à cette région, dont les habitants ne sont pas islamisés et qu'ils perçoivent donc comme des terres d'évangélisation potentielles. 
Dans les années 1920, L'Alliance missionnaire réformée (the Reformed Missionary Alliance) de l'Église réformée néerlandaise entreprend un travail de mission, aidée par le gouvernement colonial néerlandais. Outre l'introduction du christianisme, les Néerlandais abolissent l'esclavage et créent des impôts dans le pays. On tira une ligne autour de la région de Sa'dan, en l'appelant Tana Toraja (« la terre des Toraja »).
En 1946, les Pays-Bas accordèrent au Tana Toraja une regentschap, un territoire administratif propre, et il fut reconnu en 1957 comme l'un des kabupaten de l'Indonésie. 
Les premiers missionnaires néerlandais rencontrèrent une forte opposition de la part des Toraja, particulièrement de la part de l'élite, car l'abolition de leur fructueux commerce des esclaves les avait irrités. Quelques Toraja furent déplacés de force par les Néerlandais, qui les réinstallèrent sur les basses-terres, où ils étaient plus faciles à contrôler. Les impôts étaient maintenus à un niveau élevé, minant les ressources financières de l'élite. Au bout du compte, l'influence néerlandaise ne vint pas à bout de la culture toraja, et seuls quelques Toraja furent convertis.

## Culture
Le nom "Toraja", nous l'avons vu, est un exonyme utilisé par les Bugis. En réalité, avant le XXe siècle, les Torajas n'avaient que peu de conscience d'eux-mêmes en tant que groupe ethnique distinct. Avant la colonisation par les Pays-Bas et la christianisation, ils vivaient dans les hautes terres et s'identifiaient à leur village, et n'avaient pas le sentiment d'appartenir à une communauté plus large̪[réf. souhaitée]. Bien que des liens entre les villages des hautes terres se soient créés à l'occasion des rituels, il existait des variations dans les dialectes, des différences de hiérarchies sociales, et une palette de pratiques rituelles dans la région des hautes terres du Sulawesi.
La présence des missionnaires néerlandais dans les hautes-terres a fait prendre conscience d'une identité ethnique toraja par différentiation avec leurs voisins bugis. Le développement du tourisme a accentué cette différenciation. La province de Sulawesi du Sud comprend trois groupes ethniques principaux — les Bugis (dans le centre et sur la côte orientale de la péninsule), les Makassar (sur la bande côtière occidentale) et les Toraja (dans les hautes-terres du nord).
Sur le plan des croyances, on trouve des similitudes dans les mythes des origines des deux populations, à savoir que leurs ancêtres, soit sont descendus du "monde supérieur", soit sont montés depuis le "monde inférieur" pour mettre de l'ordre sur terre. 
Toutefois, un autre mythe toraja raconte que leurs ancêtres sont venus d'au-delà des mers pour venir s'installer dans leur terre actuelle en remontant la rivière Sa'dang (ou Saddang). Ce deuxième récit traduit peut-être une certaine réalité concernant l'origine des classes dominantes, non seulement toraja mais aussi bugis, makassar et mandar.
L'opinion la plus répandue voit également dans les Bugis l'ennemi héréditaire des Toraja. En réalité, au cours de l'histoire, les relations entre les deux peuples furent bien plus souvent pacifiques que belliqueuses. Très tôt, Toraja et Bugis ont entretenu des relations commerciales, échangeant le fer, l'or, les produits de la forêt et plus tard, le café du pays toraja contre le sel, le poisson séché, les buffles albinos, la soie et la verroterie.
Les Toraja entretenaient des liens étroits avec les princes bugis et de Luwu'. La tradition bugis elle-même veut que plusieurs petites principautés bugis aient été fondées par des princes toraja de Sangalla' au XIVe siècle.
Toraja et Bugis partagent bien plus de traits culturels communs qu'on ne le perçoit de prime abord. Certains chercheurs pensent que par exemple, ce sont les Toraja qui ont appris aux Bugis l'art de travailler l'or, l'argent et le fer. Jusqu'au XVIe siècle, les rites mortuaires bugis étaient semblables à ceux des Toraja, qui les observent encore aujourd'hui.
L'essor depuis les années 1970 d'un certain tourisme exigeant l'"authenticité" et la "différence" a poussé les guides locaux et étrangers à insister sur ce qui distingue les Toraja des Bugis.

## Religion
Aujourd'hui, près d'un Toraja sur deux est chrétien. Les autres sont soit musulmans, soit adeptes de la religion traditionnelle, aluk, qui est encore très vivante. Le gouvernement reconnaît désormais cette religion traditionnelle sous le nom d'Aluk To Dolo ("la voie des ancêtres").[réf. nécessaire]
Isolés dans leurs montagnes, les Toraja sont longtemps restés à l'écart des grands courants d'échanges maritimes et commerciaux qui ont permis la diffusion de l'Islam dans l'archipel indonésien. À la fin du XIXe siècle, les Hollandais s'inquiètent de plus en plus de la diffusion de l'Islam dans le sud de Célèbes, notamment parmi les Bugis et les Makassar. Ils voient dans les populations des hautes terres des chrétiens potentiels. Dans les années 1920, l'"Alliance Missionnaire Reformée" de l'Église réformée hollandaise entreprend un travail missionnaire avec le soutien du gouvernement colonial.

### Les rites funéraires
Chez les Toraja, les rites funéraires revêtent une importance cruciale. La cérémonie funéraire peut être organisée longtemps après le décès. Tant que celle-ci n'a pas eu lieu, la personne est considérée comme « malade », to masaki en langue toraja.

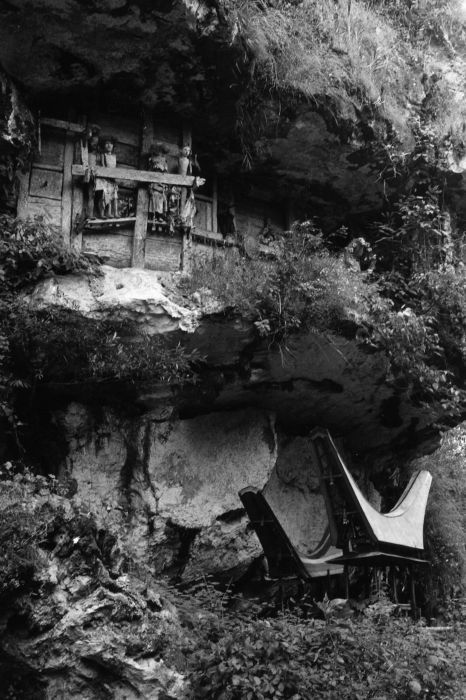
Tombes rupestres fermées par des planches de bois devant lesquelles se trouvent des poupées à l'effigie des défunts

Les rites funéraires sont essentiels pour se concilier les faveurs des défunts notamment pour obtenir d'eux une influence bénéfique sur l'agriculture.
À ces rites s'inspirent le duo d'artistes-performeurs français Hantu (Weber+Delsaux). En 2013 Hantu commence la série de performance Corps et arbres où il confronte et/ou associe le corps au règne végétal (arbres, plantes) en écho au rite mortuaire revisité des arbres-tombes Toraja.

## Économie
Lorsque le kabupaten de Tana Toraja s'ouvrit encore davantage au monde dans les années 1970, il devint une icône pour le tourisme en Indonésie, exploité par l'industrie du tourisme et étudié par les anthropologues. Dans les années 1990, alors que le tourisme était à son zénith, la société toraja avait changé de façon significative, passant d'un modèle agraire — dans lequel vie sociale et coutumes étaient des manifestations de l'Aluk To Dolo — à une société christianisée dans une large mesure.

## Discographie
- Indonésie, Toraja. Funérailles et fêtes de fécondité (enregistrements, photographies et notice par Dana Rappoport), CNRS-Musée de l’Homme, Le Chant du Monde, 1995, 1 CD (69 min 14 s)

## Filmographie
- Les Toraja d'Indonésie : « laissez entrer ceux qui pleurent » (réalisation Christian F. Crye), Backbone, Neuilly-sur-Seine, 2003, 1 DVD (75 min) + 1 brochure (8 p.)
- Quand un poète disparaît. Toraja, île de Sulawesi, Indonésie (réalisation D. Rappoport), France, 2020, 1 DVD (82 min) (version anglaise: Death of the One who Knows